# Orgilus nepalensis
Orgilus nepalensis är en stekelart som beskrevs av Taeger 1989. Orgilus nepalensis ingår i släktet Orgilus och familjen bracksteklar. Inga underarter finns listade i Catalogue of Life.